# 東京都島しょ農林水産総合センター

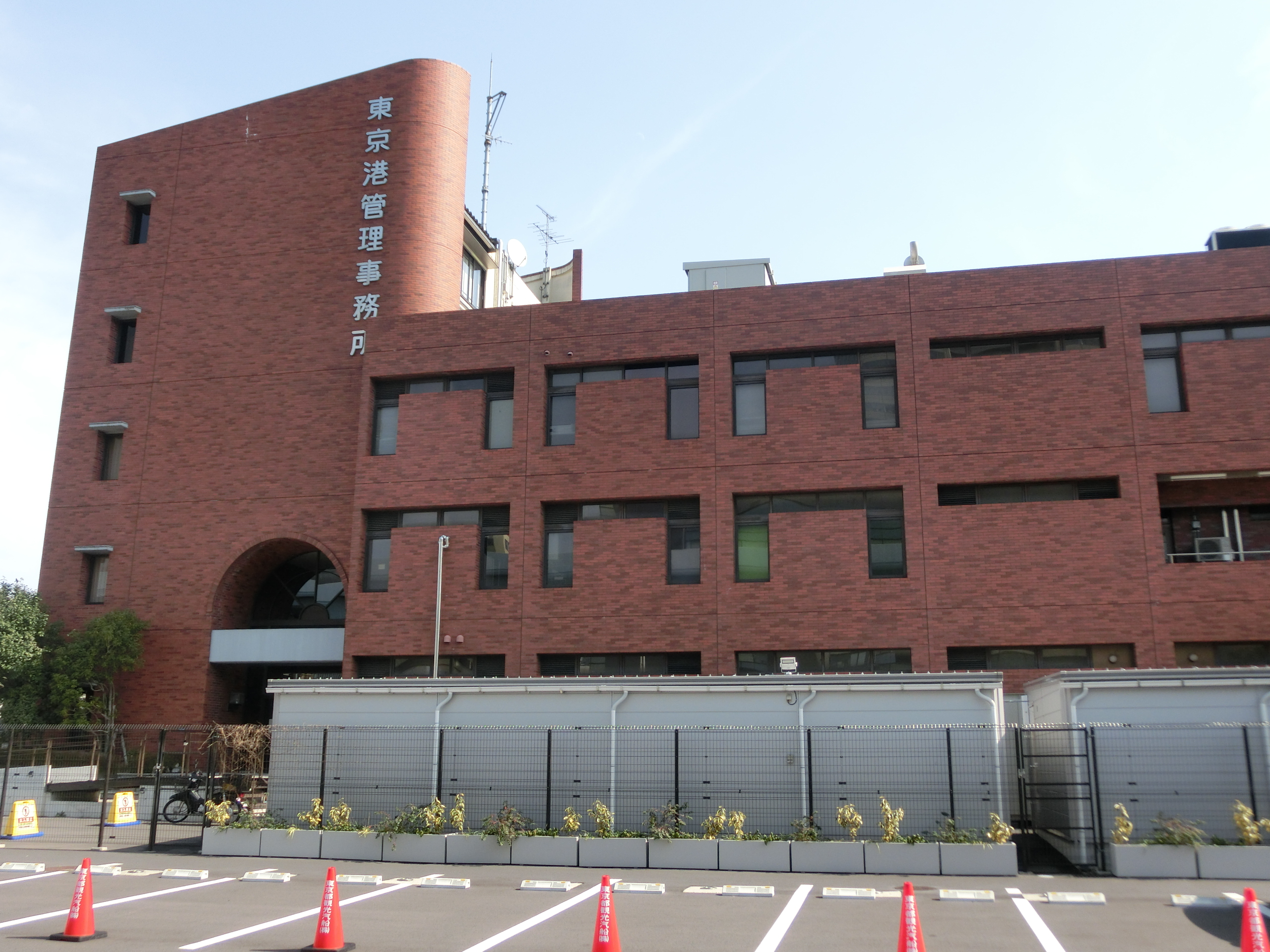
東京都島しょ農林水産総合センター（東京港管理事務所内）

東京都島しょ農林水産総合センター （とうきょうととうしょのうりんすいさんそうごうセンター）は、東京都全域の水産及び島しょ部の農業について、試験研究及び普及指導を行う東京都の機関である。2005年（平成17年）4月に、東京都水産試験場並びに、東京都農業試験場、東京都畜産試験場及び東京都中央農業改良普及センターの島しょの組織を統合して発足した。

## 組織
- 庶務課：庶務、経理、管理等
- 振興企画室：所の企画、各事業所への支援・統括
- 大島事業所
  - 水産振興係：水産に関する試験研究等（伊豆諸島北部及び伊豆・小笠原諸島等広域）
  - 園芸振興係：農業に関する試験研究等
  - 普及指導センター：農業改良助長法に基づく普及指導
- 三宅事業所：農業に関する試験研究等及び農業改良助長法に基づく普及指導
- 八丈事業所
  - 水産振興係：水産に関する試験研究等(伊豆諸島南部)
  - 園芸振興係：農業に関する試験研究等
  - 普及指導センター：農業改良助長法に基づく普及指導
- 小笠原支庁産業課　（組織は総務局であるが、以下の組織については当センターで管理運営等の一部を行っている）
  - 小笠原水産センター：水産に関する試験研究等（小笠原諸島(沖ノ鳥島を含む)）
  - 小笠原亜熱帯農業センター：農業に関する試験研究等
  - 営農研修所：農業技術の普及・啓発、農業経営の改善・指導等　　　　　
  - 畜産指導所：畜産経営指導及び有畜農業による地力増進の研究・指導等

## 所在地
- 本所（庶務課、振興企画室）：〒105-0022 東京都港区海岸1-13-17
- 大島事業所
  - 水産振興係：〒100-0212 東京都大島町波浮
  - 園芸振興係、普及指導センター：〒100-0101　東京都大島町元町小清水273-1（大島農林合同庁舎）
  - 新島分室：〒100-0402　東京都新島村本村6-4-24（大島支庁新島出張所内）
- 三宅事業所：〒100-1211　東京都三宅村坪田4357（三宅農林合同庁舎）
- 八丈事業所
  - 水産振興係：〒100-1511 東京都八丈町三根4222
  - 園芸振興係、普及指導センター：〒100-1401　東京都八丈町大賀郷4341-11（八丈農林合同庁舎）

- 小笠原水産センター：〒100-2101 東京都小笠原村父島字清瀬
- 小笠原亜熱帯農業センター：〒100-2101 東京都小笠原村父島字小曲
  - 営農研修所：〒100-2211　東京都小笠原村母島字評議平
  - 畜産指導所：〒100-2211　東京都小笠原村母島字評議平

## 調査船
- やしお（大島事業所）：伊豆諸島北部海域
- たくなん（八丈事業所）：南部海域
- 興洋（小笠原水産センター）：小笠原海域（沖ノ鳥島を含む）
- みやこ（大島事業所）：南鳥島・沖ノ鳥島を含む広域海域